# Bokken

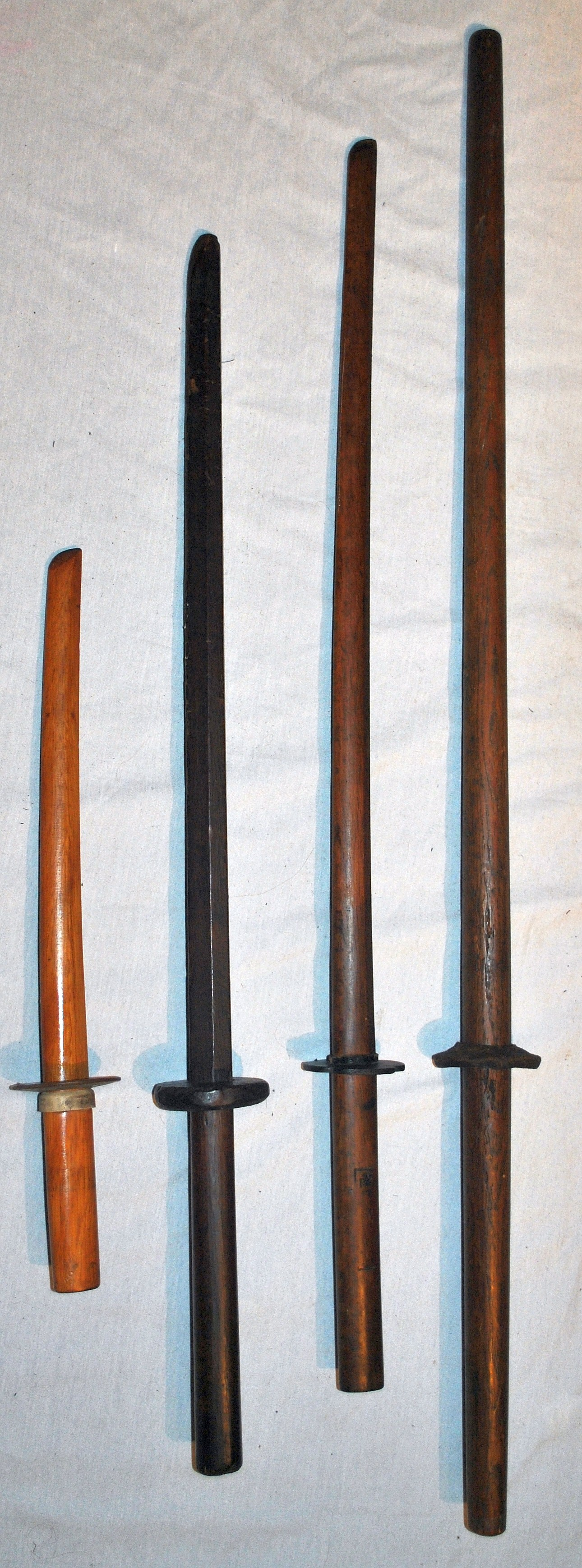
Một số loại bokken

Một bokken (木剣 (mộc kiếm)  bok(u), "gỗ", và ken, "kiếm") (hoặc bokutō (木刀 (mộc đao)), như được gọi thay thế ở Nhật Bản) là một loại kiếm bằng gỗ của Nhật Bản sử dụng trong luyện tập. Nó thường có kích cỡ và hình dáng của một thanh katana, nhưng đôi khi có hình dạng như những thanh kiếm khác, chẳng hạn như wakizashi và tantō. Một số bokken có hoa văn được khảm xà cừ và chạm khắc tinh xảo.  Đôi khi nó được đọc là "boken" trong tiếng Anh.
Bokken không nên bị nhầm lẫn với shinai, loại kiếm dùng để luyện tập làm từ loại tre dễ uốn dẻo.

## Lịch sử
Bokken được thiết kế để giảm thiểu thiệt hại bởi việc chiến đấu bằng loại kiếm thực sự và được sử dụng để đào tạo các chiến binh samurai trong thời phong kiến Nhật Bản. Bokken cuối cùng đã trở thành vũ khí có thể gây chết người khi nằm trong tay của các chuyên gia được đào tạo.
Miyamoto Musashi, một bậc thầy kenjutsu, trở nên nổi tiếng vì đã chiến đấu với những kẻ thù có đầy đủ vũ trang với chỉ một hoặc hai bokken. Trong một huyền thoại nổi tiếng, ông đã đánh bại Sasaki Kojiro với một bokken mà ông đã đẽo từ một cái mái chèo trong khi ngồi trên một chiếc thuyền đi đến hòn đảo định trước cho trận quyết đấu.

## Sử dụng

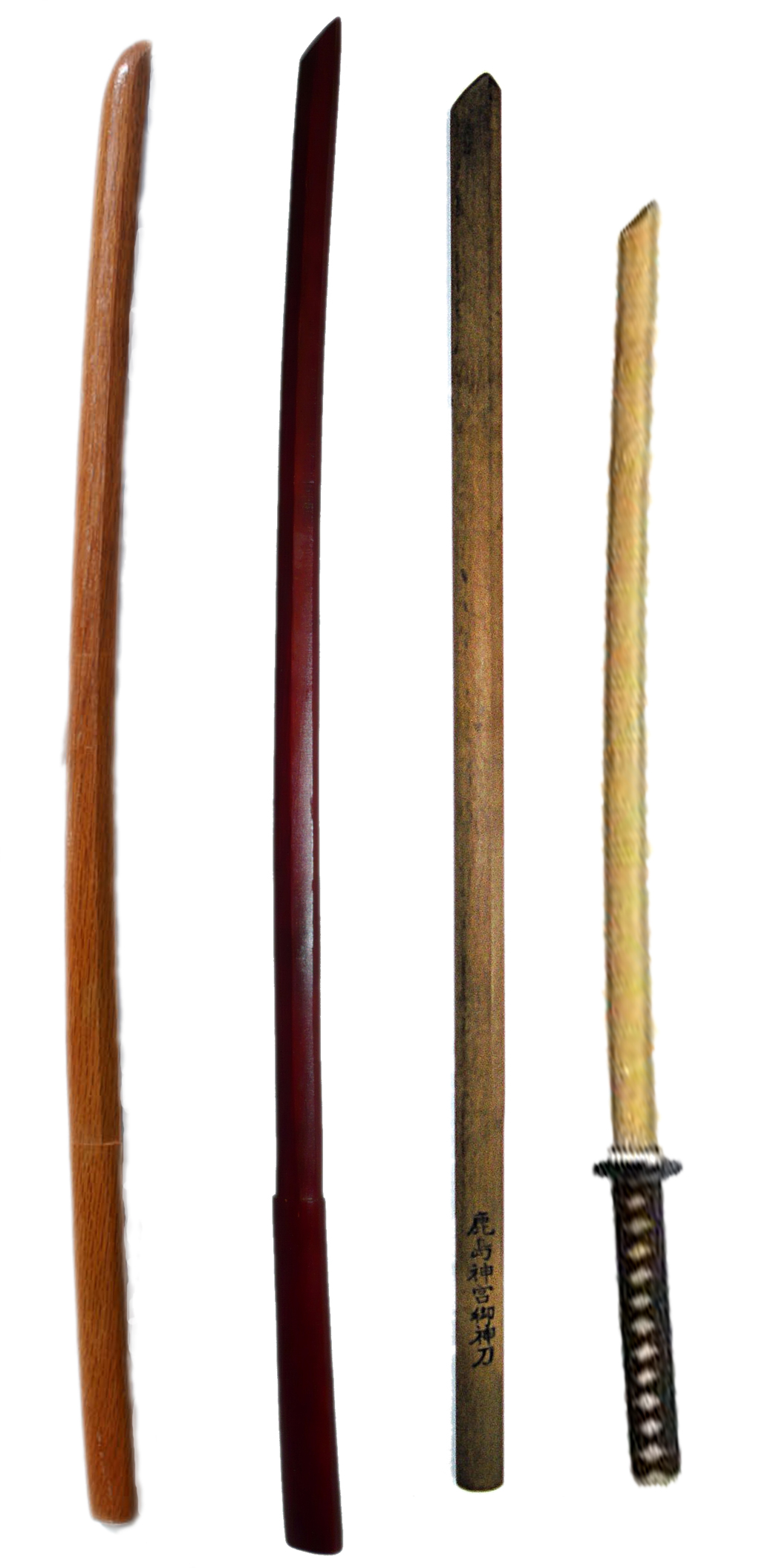
Một số loại bokken

Bokken được sử dụng như là một vật thay thế không tốn kém và tương đối an toàn cho một thanh kiếm thực trong một số môn võ thuật như aikido, kendo,  iaido, kenjutsu và judo. Cấu trúc bằng gỗ đơn giản của nó đòi hỏi ít công chăm sóc và bảo trì hơn một thanh katana. Ngoài ra, đào tạo với một bokken không mang cùng nguy cơ gây chết người liên quan đến một thanh kiếm kim loại sắc bén, cả cho người sử dụng và các học viên khác gần đó. Mặc dù việc sử dụng nó có nhiều ưu điểm so với việc sử dụng vũ khí linh hoạt, nhưng nó vẫn có thể gây tử vong, và bất kỳ sự huấn luyện nào với bokken phải được thực hiện một cách cẩn thận. Thương tích xảy ra từ bokken rất giống với thương tích từ côn và các loại vũ khí để đối kháng tương tự, và bao gồm đa chấn thương, rách nội tạng và các thương tích khác. Bằng một vài cách, một thanh bokken có thể còn nguy hiểm hơn, vì các thương tích gây ra thường là những người hành nghề không thấy trước hậu quả và thiếu kinh nghiệm có thể đánh giá thấp nguy cơ gây hại. Nó không phải là một vũ khí để đối kháng thực sự, nhưng được sử dụng trong kata và để giúp học viên thích nghi với cảm giác của một thanh kiếm thực sự. Với đối kháng, một thanh kiếm tre shinai thường được sử dụng thay thế vì lý do an toàn rõ ràng hơn.
Năm 2003, Liên đoàn Kendo toàn Nhật Bản (AJKF) giới thiệu một loạt các bài tập cơ bản sử dụng một bokuto mang tên Bokuto Ni Yoru Kendo Kihon-waza Keiko-ho. Hình thức tập luyện này chủ yếu dành cho các học viên kendo có thứ hạng cho tới Nidan, nhưng có thể có lợi cho tất cả các học viên kendo.
Suburito là các thanh bokken được thiết kế để sử dụng trong suburi. Suburi, nghĩa đen là "động tác vung một cách trần trụi," là những bài tập chém đơn. Suburito dày hơn và nặng hơn bokken bình thường và người sử dụng suburito phải phát triển cả sức mạnh và kỹ thuật. Trọng lượng của chúng làm cho chúng không phù hợp với các hình thức thực hành theo cặp và hình thức đấu đơn. Một người nổi tiếng với việc sử dụng bokken có kích cỡ suburi là Miyamoto Musashi, người đã sử dụng một thanh trong cuộc đấu với Sasaki Kojiro.
Đến năm 2017, những thanh bokken vẫn được cấp cho Đơn vị Kỵ cảnh (cảnh sát cưỡi ngựa) Los Angeles để sử dụng như là một loại dùi cui.

## Các loại bokken
Bokken có thể được làm để đại diện cho bất kỳ loại vũ khí yêu cầu nào như nagamaki, no-dachi, yari, naginata, kama, vv. Các phong cách sử dụng rộng rãi nhất là:
- daitō hoặc tachi (kích cỡ katana), kiếm dài
- shoto hoặc kodachi hoặc wakizashi bo, kiếm ngắn, (kích cỡ wakizashi)
- tantō bo (kích cỡ tantō)
- suburito có thể được làm với kích cỡ daitō và shoto

Ngoài ra, các biến thể koryu (võ thuật Nhật Bản truyền thống) có những phong cách bokken riêng biệt khác nhau, có thể thay đổi chút ít theo chiều dài, hình dáng đầu mũi kiếm, hoặc có thêm tsuba (cán kiếm Nhật) hay không.
Liên đoàn Kendo toàn Nhật Bản xác định kích thước của bokken để sử dụng trong kendo kata hiện đại, được gọi là Nippon kendo kata.
- Tachi: Tổng chiều dài xấp xỉ 102 cm; tsuka (tay cầm) xấp xỉ 24 cm.
- Kodachi: Tổng chiều dài xấp xỉ 55 cm; tsuka (tay cầm) xấp xỉ 14 cm.

## Bokken trong sản phẩm hư cấu
Bokken đã được miêu tả trong phim, manga, anime, và truyện tranh.
- Trong bộ phim Võ sĩ đạo cuối cùng, bokken được nhìn thấy trong nhiều trường hợp. Trong một cảnh, một nhóm trẻ đang chơi / đấu đối kháng với những thanh này. Sau đó trong bộ phim, Nathan Algren (do Tom Cruise thủ vai) được thấy trong quá trình huấn luyện về kiếm với một thanh bokken.
- Trong loạt manga và anime Shaman King của Takei Hiroyuki, Umemiya Ryunosuke sở hữu một thanh kiếm bằng gỗ và sử dụng nó làm vũ khí chính của mình, và được gọi là Ryu "kiếm gỗ".
- Trong anime "Outlaw Star"  Twilight Suzuka sử dụng một thanh bokken với kỹ năng vô hạn và có thể sử dụng nó hiệu quả hơn so với một thanh kiếm thực tế.
- Trong anime "Demon City Shinjuku", anh hùng Kyoya Izayoi sở hữu một thanh bokken mà ông có thể đưa vào đó năng lượng tâm linh.
- In the loạt truyện giới hạn Wolverine (1982) bởi Chris Claremont và Frank Miller, Wolverine đã gần như bị giết bởi Shingen Yashida, người sử dụng một thanh bokken đánh vào gân cốt.
- Trong anime và manga Gin Tama, nhân vật chính, Gintoki Sakata, sử dụng bokken làm vũ khí chính của mình. Kỹ năng của anh với nó đủ mạnh để chế ngự được ngay cả thanh kiếm thực sự.
- Trong anime và manga Rurouni Kenshin, Kamiya Kaoru sử dụng bokken làm vũ khí chính của mình.
- Trong loạt anime và light novel Toradora!, Aisaka Taiga có thể được coi là cầm một thanh bokken.
- Trong anime và manga Ranma ½, Kuno Tatewaki cầm một thanh bokken và đôi khi là một thanh shinai.
- Trong anime và manga Highschool of the Dead, Saeko Busujima ban đầu sở hữu một thanhbokken. Cô ấy thay thế nó bằng katana trong diễn tiến câu chuyện.